# Stockholm Capitals
Stockholm Capitals var en basketklubb i Stockholm i Sverige, grundad 1991. De blev svenska mästare säsongen 1992/1993. Inför säsongen 1996/1997 uppgick man i 08 Stockholm.

### Fotnoter
1. ↑  Björn Gyllenberg (22 maj 1996). ”08-or utmanar landsorten. Alvik, Capitals och JB Knights går samman i Alvik Stockholm”. Dagens nyheter. Arkiverad från originalet den 27 januari 2016. https://web.archive.org/web/20160127120848/http://www.dn.se/arkiv/sport/08or-utmanar-landsorten-alvik-capitals-och-jb-knights-gar-samman. Läst 13 november 2015.